# Berichterstattervermerk
Der Berichterstattervermerk bezeichnet an deutschen Gerichten die handschriftliche Notiz der Bekundungen eines Zeugen durch den Berichterstatter, also den sachbearbeitenden Richter, an Stelle einer förmlichen Protokollierung von Zeugenaussagen. 
Mit einem Berichterstattervermerk kann eine umfangreiche Beweisaufnahme leichter zu bewältigen sein. Außerdem fallen Berichterstattervermerke regelmäßig ausführlicher und eingehender aus als förmlich protokollierte Zeugenaussagen. Zwingend erforderlich bleibt die Protokollierung der Personalien des Zeugen und der sonstigen Voraussetzungen für seine Aussage.
Der Bundesgerichtshof (BGH) hat zum Berichterstattervermerk und seiner Handhabung verschiedene Grundsätze aufgestellt. Dabei wird nicht unterschieden danach, ob der Berichterstattervermerk in einem der Revision unterliegenden oder in einem nichtrevisiblen Verfahren gefertigt wurde. Ohne Einfluss bleibt es deshalb, ob das Urteil rechtsmittelfähig ist oder nicht. Was der Berichterstatter von den Bekundungen eines Zeugen oder Sachverständigen notiert und in welcher Form dies geschieht (Stichworte, Kurzschrift usw.) bleibt grundsätzlich ihm überlassen. Unumgänglich ist die wörtliche Wiedergabe jedoch bei der Beeidigung eines Zeugen, Sachverständigen oder einer Partei.
Entscheidendes Gewicht legt der BGH aber darauf, was mit dem Berichterstattervermerk nach dem Termin geschieht, nämlich wie und wann er den Parteien zugänglich gemacht wird. Der Berichterstattervermerk ist in jedem Falle mitzuteilen, weil andernfalls der Anspruch auf Gewährung rechtlichen Gehörs verletzt würde. Es gilt dabei zu unterscheiden, ob ein Urteil unmittelbar im Anschluss an die Beweisaufnahme verkündet wird oder ob die Verkündung in einem gesonderten Termin nach der letzten mündlichen Verhandlung erfolgt.
Der Berichterstattervermerk hat zwar dieselbe Beweiswirkung wie eine Protokollierung, da er aber nicht Bestandteil des Sitzungsprotokolls ist, ist er in Strafsachen nicht von dem Akteneinsichtsrecht umfasst. Die Qualität informeller Aufzeichnungen in Form von Berichterstattervermerken oder Notizen beeinflusst zudem die individuelle richterliche Wahrnehmung und Erinnerung an das Verhandlungsgeschehen und damit die richterliche Beweiswürdigung. Soweit das Gericht seiner Urteilsfindung Umstände zugrunde legt, die in einem Berichterstattervermerk enthalten sind, ist der Vermerk in den Sachbericht des Urteils aufzunehmen.